# Maxim Wladimirowitsch Spiridonow
Maxim Wladimirowitsch Spiridonow (russisch Максим Владимирович Спиридонов; * 7. April 1978 in Moskau, Russische SFSR) ist ein ehemaliger russischer Eishockeyspieler, der zuletzt im Januar 2014 bei Torpedo Nischni Nowgorod in der Kontinentalen Hockey-Liga unter Vertrag stand.

## Karriere
Maxim Spiridonow begann seine Karriere als Eishockeyspieler in Russland und wechselte als 17-Jähriger zu den Smiths Falls Bears in die Central Canada Hockey League und wurde in das Second All-Star-Team der Liga gewählt. Danach ging er zu den London Knights, die ihn beim CHL Import Draft 1996 als Top-Draftpick gezogen hatten, nach Nordamerika. Für die Knights war er von 1996 bis 1998 in der kanadischen Juniorenliga Ontario Hockey League aktiv. Dort wurde er 1997 in das Second All-Rookie-Team und ein Jahr später in das Second All-Star-Team gewählt und als bester rechter Flügelspieler mit der Jim Mahon Memorial Trophy ausgezeichnet. Anschließend wurde er im NHL Entry Draft 1998 in der neunten Runde als insgesamt 241. Spieler von den Edmonton Oilers ausgewählt, für die er allerdings nie spielte. Stattdessen spielte er in der Saison 1998/99 für die Grand Rapids Griffins in der International Hockey League sowie die Springfield Falcons in der American Hockey League. Die folgende Spielzeit begann er bei den Tallahassee Tiger Sharks aus der East Coast Hockey League, ehe er gegen Ende der Saison 1999/2000 zu den Hamilton Bulldogs aus der AHL wechselte, für die er auch im folgenden Jahr auf dem Eis stand.
Im Sommer 2001 kehrte Spiridonow in seine russische Heimat zurück, wo er in den folgenden beiden Jahren für je eine Spielzeit in der Superliga für Salawat Julajew Ufa und Amur Chabarowsk auflief. In der Saison 2002/03 bei Amur war er mit 21 Toren bester Torschütze der Liga. Nachdem er die Saison 2003/04 bei Lokomotive Jaroslawl begonnen hatte, beendete er sie bei seinem Ex-Club aus Chabarowsk. Es folgten je eine Spielzeit bei Sewerstal Tscherepowez und dem amtierenden Meister HK Dynamo Moskau, ehe der Linksschütze zur Saison 2006/07 zum Torpedo Nischni Nowgorod in die zweitklassige Wysschaja Liga wechselte, mit dem er Zweitligameister wurde. Daraufhin erhielt er die Möglichkeit in die erste Liga zurückzukehren, wo er die Saison 2007/08 bei Metallurg Nowokusnezk begann. Diesen verließ er allerdings nach nur 19 Spielen bereits wieder, um sich dem EHC Basel aus der Schweizer National League A anzuschließen, bei dem er seinen Vertrag nach dessen Abstieg nicht verlängerte.
Zur Saison 2008/09 unterschrieb Spiridonow einen Vertrag bei Barys Astana aus der Kontinentalen Hockey-Liga. Für die Kasachen erzielte der Flügelspieler in insgesamt 52 Spielen 43 Scorerpunkte. 2010 wechselte er zusammen mit Jozef Stümpel und Konstantin Glasatschow zum Ligarivalen HK Dinamo Minsk. Wiederum ein Jahr später wechselte Spiridonow mit Glasatschow zum HK Metallurg Magnitogorsk, während Stümpel zum HK Spartak Moskau ging. Bereits im November 2011 wurde er erneut innerhalb der KHL transferiert, diesmal zu Ak Bars Kasan.
Im Sommer 2012 kehrte Spiridonow zu Barys Astana zurück und spielte für Barys bis November 2013 in der KHL. Anschließend stand er kurz bei Torpedo Nischni Nowgorod unter Vertrag. Ab Januar 2014 war er vereinslos und beendete seine Karriere endgültig im Sommer 2015.

## Erfolge und Auszeichnungen
- 1996  Central Canada Hockey League Second All-Star-Team
- 1997 OHL Second All-Rookie Team
- 1998 Jim Mahon Memorial Trophy
- 1998 OHL Second All-Star Team
- 2003 Bester Torschütze der Superliga
- 2007 Meister der Wysschaja Liga mit Torpedo Nischni Nowgorod

## KHL-Statistik
(Stand: Ende der Saison 2013/14)